# Petrovaradin

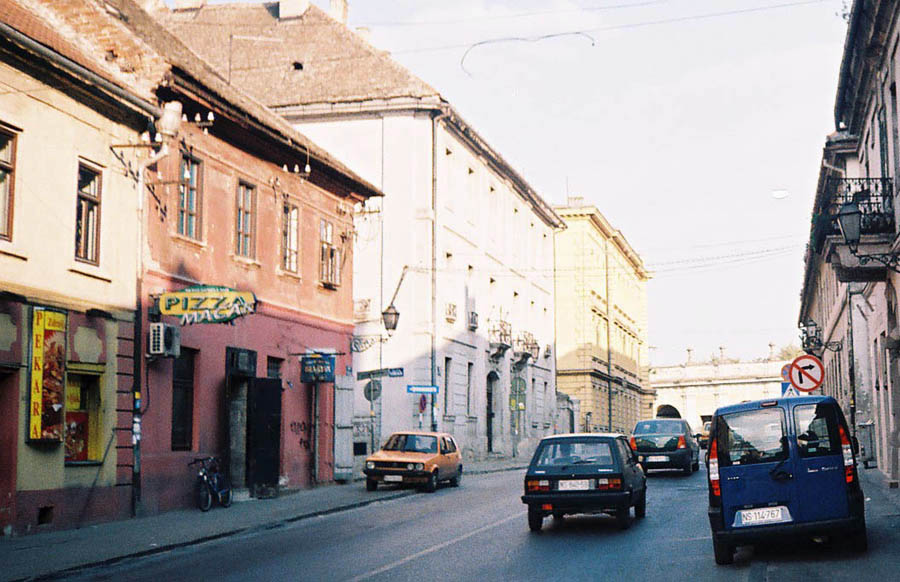
Petrovaradin, part baixa de la Ciutadella

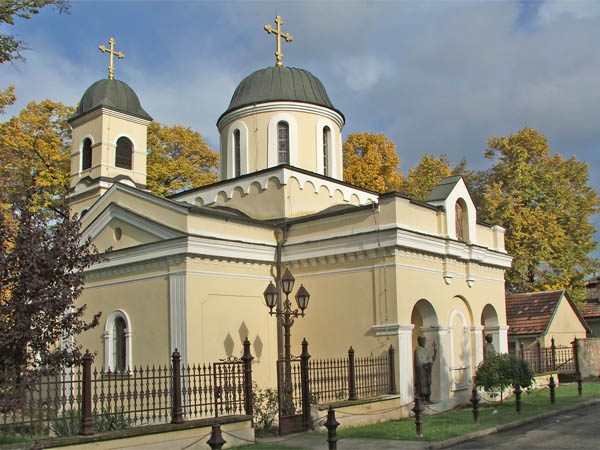
Església Ortodoxa sèrbia de Sant Pau a Petrovaradin

Petrovaradin (en serbi: Петроварадин en alemany Peterwardein) és una ciutat i municipi a Sèrbia, part de l'aglomeració de Novi Sad. La població de la ciutat Petrovaradin tenia 14.298 habitants el 2011. Està a l'altre costat del riu Danubi des de la part principal de Novi Sad, i fou construïda prop de la fortalesa de Petrovaradin, coneguda com el "Gibraltar del Danubi".

## Història
Petrovaradin fou fundat per celtes, però el seu nom original no se sap. Durant administració romana fou coneguda com a Cusum. Després que els romans conquerissin la regió a la tribu celta dels escordiscs, construïren la fortalesa de Cusum que és la moderna fortalesa de Petrovaradin. Després la ciutat av rebre un nou nom del romans d'Orient, que l'anomenaren Petrikon (Πετρικον;) i qui presumiblement derivava de sant Pere.
En documents des de 1237, la ciutat s'esmenta primer sota el nom de Petrovaradin; fou coneguda sota el nom de Pétervárad durant administració hongaresa, Waradin o Petervaradin durant administració otomana, i Peterwardein durant administració dels Habsburg.
Avui, la ciutat es coneix en serbi com o Petrovaradin, en Croat com Petrovaradin, en hongarès com Pétervárad, en turc om Varadin o Petervaradin, i en alemany com Peterwardein.
L'assentament humà al territori de Petrovaradin actual s'ha localitzat a l'edat de Pedra (sobre 4500 aC). Aquesta regió fou conquerida pels celtes (al segle iv aC) i romans (al segle i aC).
Els celtes fundaren la primera fortalesa en aquesta localització. Era part de l'estat tribal dels escordiscs, que tenia la seva capital en Singidúnum (Belgrad actual). Durant l'administració romana, una fortalesa més gran fou construïa (al segle I) amb el nom Cusum i fou inclosa a la província de Pannònia. Posteriorment, la fortalesa va quedar dins la Pannonia Inferior, després Pannonia Secunda. Al segle v, Cusum fou devastada per la invasió dels huns.
La ciutat fou llavors conquerida per ostrogots, gèpides, i longobards. Al final del segle v els romans d'Orient havien reconstruït la ciutat i l'havien anomenada tant Cusum com Petrikon. Era part de la província romana d'Orient de Pannònia. Posteriorment va passar a les mans dels àvars, francs, croats, eslaus de Pannònia, búlgars, i Bizantins altra vegada. Durant l'administració búlgara, la ciutat es va anomenar Petrik i era part del domini del duc Sermon, mentre que durant la subsegüent administració romana d'Orient, era part del tema de Sírmium.

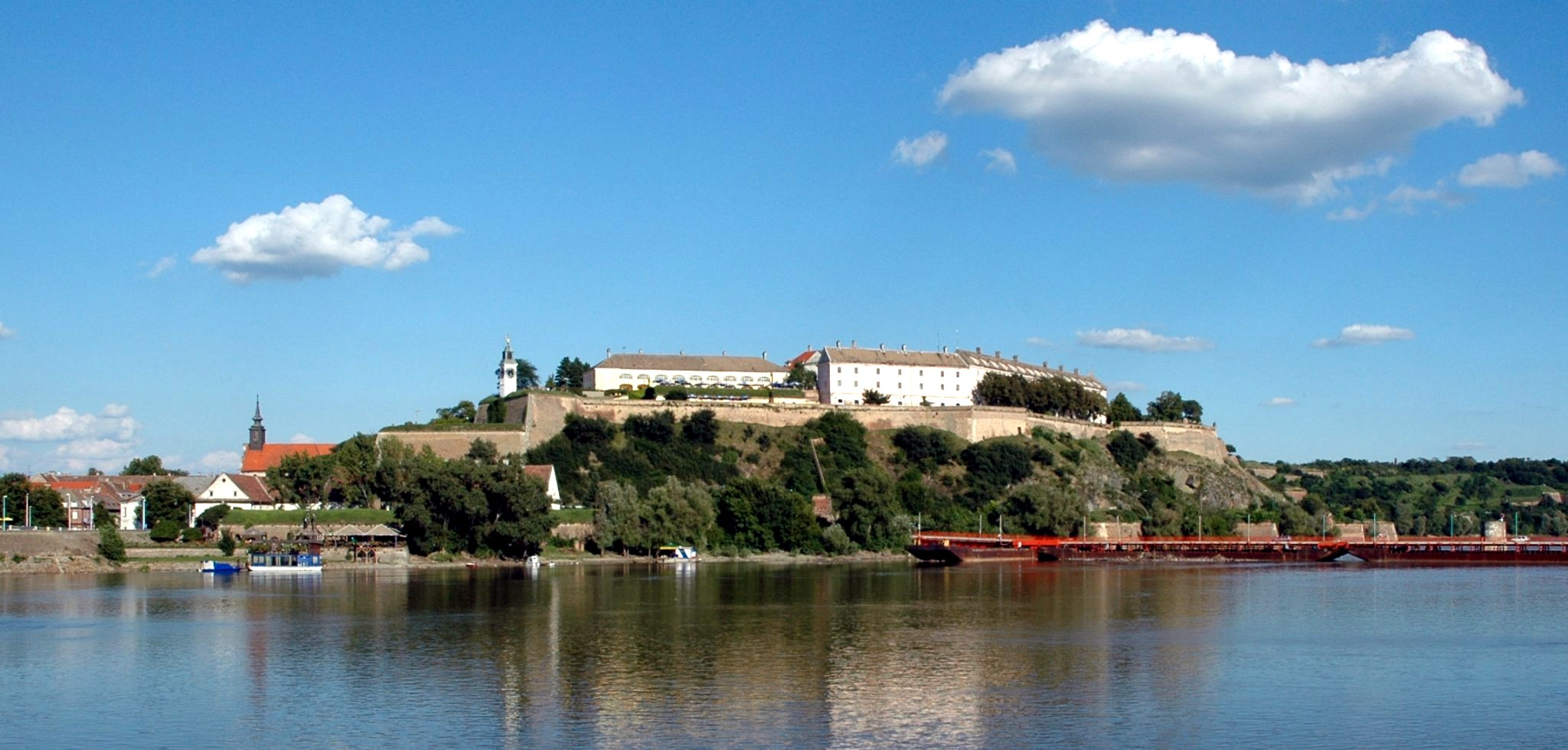
Fortalesa de Petrovaradin sobre el Danubi

Més tard, la ciutat fou conquerida pel regne d'Hongria (al segle xii) i el rei Béla IV (1235-1270) la va confiar als cistercencs; després del 1439 va estar sota el control del banus de Macsó; la part nord de la població estava habitada per 18 caps de família i una vídua, quasi homgaresos, i portava el nom de Basarus Varad el 1522, any en què es diu que els habitants no podien pagar impostos perquè estaba devastada i desolada. Sembla que a causa de la fortalesa en primera línia defensiva, havia estat objecte d'atacs turcs. El març de 1523 el beg de Semèndria, Bali Beg, la va atacar amb intenció d'ocupar-la, però fou rebutjat, però finalment el castell i la ciutat foren capturats el 1526 en la campanya de Solimà I el Magnífic, després de dos setmanes de setge. en primer lloc part del ducat vassall de Sirmia governat pel duc serbi Radoslav Čelnik (1527-1530), Després fou llavors seu d'una nahiye i una kada dins la liwa (o sandjak) de Szerém (Sirem = Sirmia) al eyalat o província de Buda. Durant el segle xvi va perdre població. Vers el 1570 la majoria d'habitants eren musulmans amb una minoria d'eslaus del sud, mentre els hongaresos havien desaparegut; tenia 200 cases, i tres mesquites; hi havia també un barri cristià amb 35 cases poblades per serbis. La guarnició del castell era de 300 o 400 homes en temps de pau. Durant l'administració otomana, Petrovaradin 
Fou conquerida pels Habsburg (el 1687) junt amb altres fortaleses de la rodalia. Durant la nova administració hongaresa, la ciutat fou en primer lloc part del comtat de Bolgyan i després part del comtat de Syrmia. Els otomans la van intentar recuperar el 1694 i 1716. Petrovaradin fou el lloc d'una batalla notable el 5 d'agost de 1716 en el qual la Monarquia Habsburg dirigida pel príncep Eugeni de Savoia vas derrotar les forces otomanes dirigides pel gran visir Silahdar Damat Ali Pasha; el propi gran visir otomà va morir de les ferides al combat. Les forces dels Habsburg dirigides pel príncep Eugeni van derrotar després a les otomanes Temesvar i a Belgrad i els turcs van ajustar llavors la pau a Požarevac (1718).
Durant l'administració dels Habsburg, Petrovaradin era part de la frontera militar o confins militars (Comandància general d'Esclavònia - regiment de Petrovaradin). El 1848/1849, la ciutat fou part de la Voivodina sèrbia, però el 1849, va retornar sota administració de la Frontera Militar dels Habsburg. Amb l'abolició de la Frontera Militar el 1881, la ciutat fou inclosa al comtat de Syrmia de Croàcia-Esclavònia, que era un regne autònom dins d'Hongria i de l'Imperi Austrohongarès.
El 1918, la ciutat va passar a l'Estat dels Eslovens, Croats i Serbis, i després del regne de Sèrbia i finalment es va separar del Regne dels Serbis, Croats i Eslovens (des de 1929 conegut com a Iugoslàvia. Entre 1918 i 1922, la ciutat fou part del comtat Syrmia (Sirmia), entre 1922 i 1929 de la regió de Sirmia, i entre 1929 i 1941 de la Banovina del Danubi, una província del regne de Iugoslàvia. Des de 1918 a 1936, la Reial Força Aèria de Iugoslàvia va estar basada a Petrovaradin. Durant la II Guerra Mundial (1941-1944), la ciutat fou ocupada pels poders d'Eix i agregada a l'Estat independent de Croàcia dels Ústaixes. Des del final de la guerra (en aquesta part de Iugoslàvia el 1944), la ciutat fou part de la Província Autònoma de Vojvodina, que des de 1945 fou part de la república socialista de Sèrbia dins de la Iugoslàvia socialista.

## Geografia

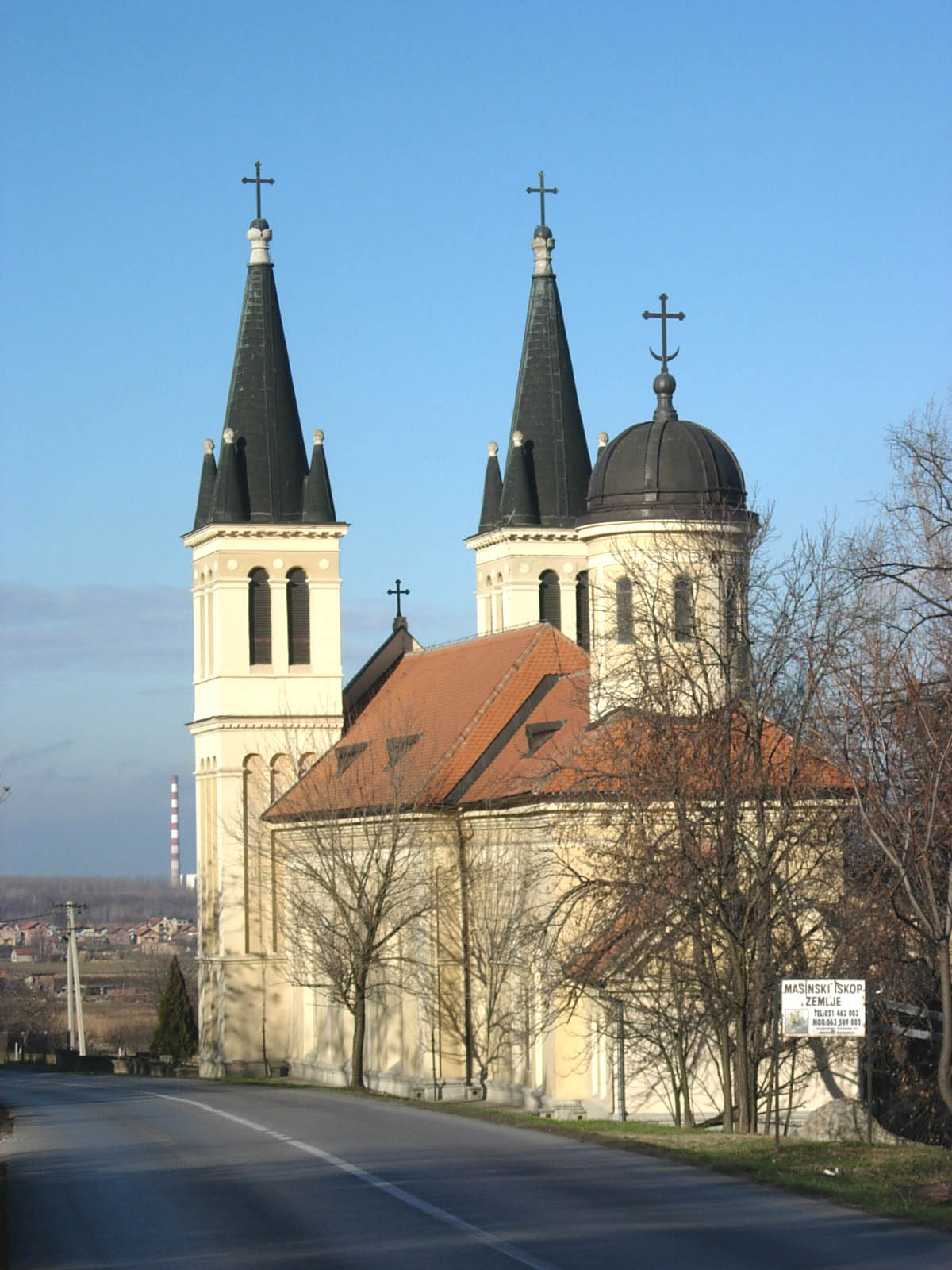
Nostra Senyora de les Neus, una església ecumènica, principalment catòlica, però utilitzada també per dues altres branques cristianes (ortodoxa i protestant)

Petrovaradin és un dels dos municipis urbans de la ciutat de Novi Sad i està situat a la província septentrional sèrbia de Voivodina. Aproximadament un 25-30% de l'àrea total de Novi Sad (699 km²) correspon al municipi de Petrovaradin, que és d'aproximadament 100-130 km². Molta terra a fora de l'àrea urbana és part de Parc Nacional de Fruška Gora.
El municipi de Petrovaradin està situat a la regió de Sirmia, al riu Danubi i prop de Fruška Gora, una muntanya de pilar tectònic amb elevació de 78-220 msnm (municipi per sobre dels 451 msnm). La part del nord de Fruska Gora consta de zones d'esllavissada massives, però no són actives, excepte al veïnat de Ribnjak (entre Sremska Kamenica i la fortalesa de Petrovvaradin).

### Assentaments i barris

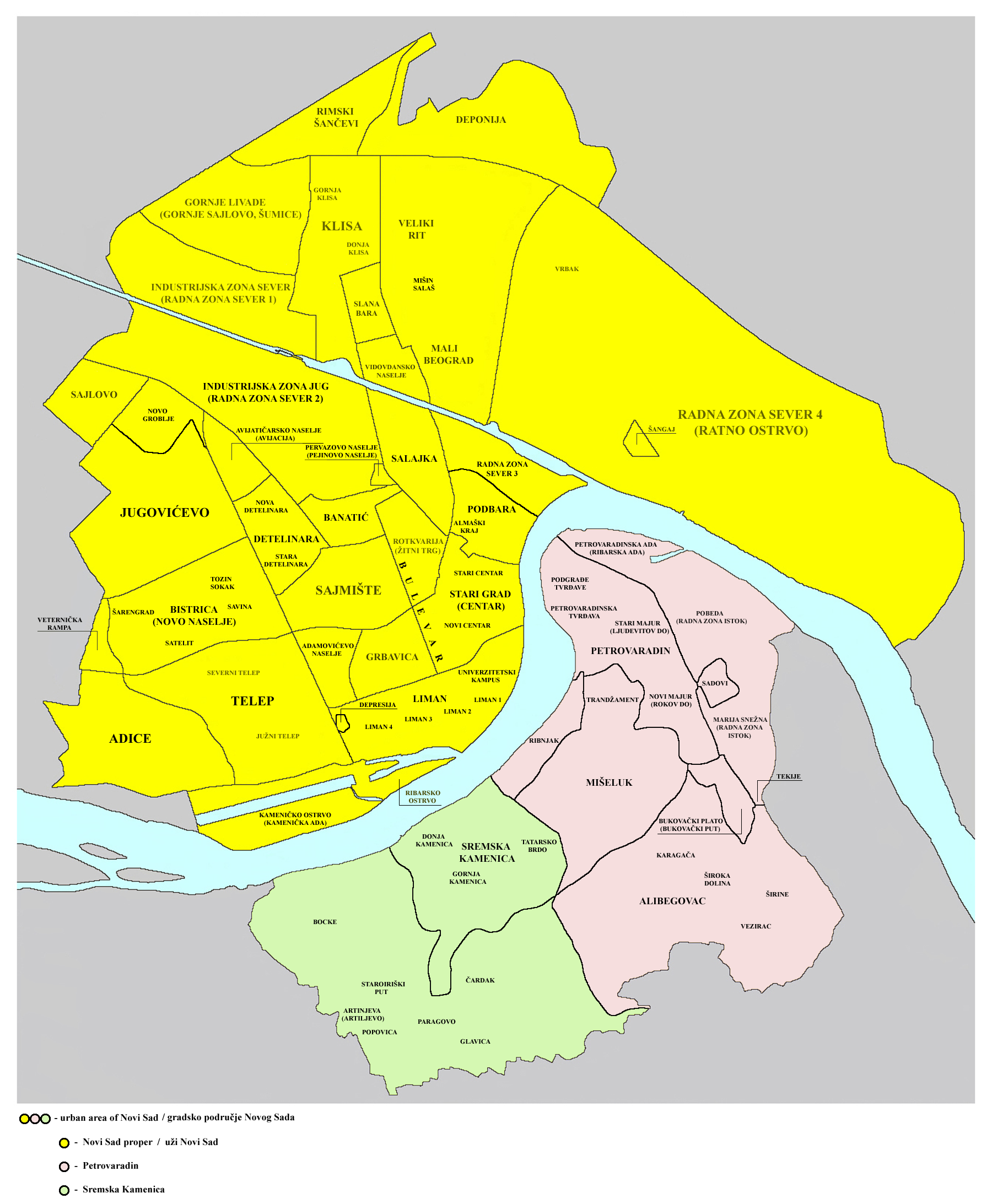
Mapa de l'àrea urbana de Novi Sad amb els barris de la ciutat, mostrant la localització de Petrovaradin

El municipi de Petrovaradin inclou 5 assentaments:
- Ciutat de Petrovaradin
- Ciutat de Sremska Kamenica
- Poble de Bukovac
- Poble de Ledinci
- Poble de Stari Ledinci

Els barris i parts de la ciutat de Petrovaradin són: Fortalesa de Petrovaradin, Podgrae Tvrave (que és la part fortificada de Petrovaradin i part del complex de la fortalesa de Petrovaradin), Stari Majur (quen és la part de Petrovaradin on les oficines de comunitat local estan situades), Novi Majur, Bukovački Plato (Bukovački Put), Sadovi, Široka Dolina, Širine, Vezirac, Trandžament, Ribnjak, Mišeluk, Alibegovac, Radna Zona Istok (Zones Industrials), Marija Snežna (Radna Zona Istok), i Petrovaradinska Ada (Ribarska Ada).

## Política
La ciutat de Petrovaradin és la seu de municipi de Petrovaradin. Des de 2002, quan va entrar en vigor el nou estatut de la ciutat de Novi Sad, la qual es va dividir en dos municipis urbans, Petrovaradin i Novi Sad. Entre 1980 i 1989, Petrovaradin també tenia estatus de municipi dins de Novi Sad. Des de 1989 a 2002, els municipis de Novi Sad s'aboliren i el territori de l'anterior municipi Petrovaradin fou part del municipi de Novi Sad, quin incloïa el territori sencer de la ciutat actual de Novi Sad amb Petrovaradin.
Els municipis de la ciutat de Novi Sad s'establiren formalment el 2002, per a la sola rao que Novi Sad pogués aconseguir un estatus de ciutat. El 2007, després de l'actualització de la llei de govern municipal, el requisit de municipis múltiples per a l'estatus de ciutat s'abolia (i es proclamaven 20 ciutats addicionals).
Tanmateix, l'estatut de la ciutat renovat el 2008 també preveia la formació de dos municipis separats, però a partir de 2009 cap d'ells de facto existeix, i la ciutat sencera és administrada només per l'administració de ciutat. El municipi Petrovaradin no té encara les seves pròpies oficines. i la ciutat és administrada només per una oficina de comunitat local.

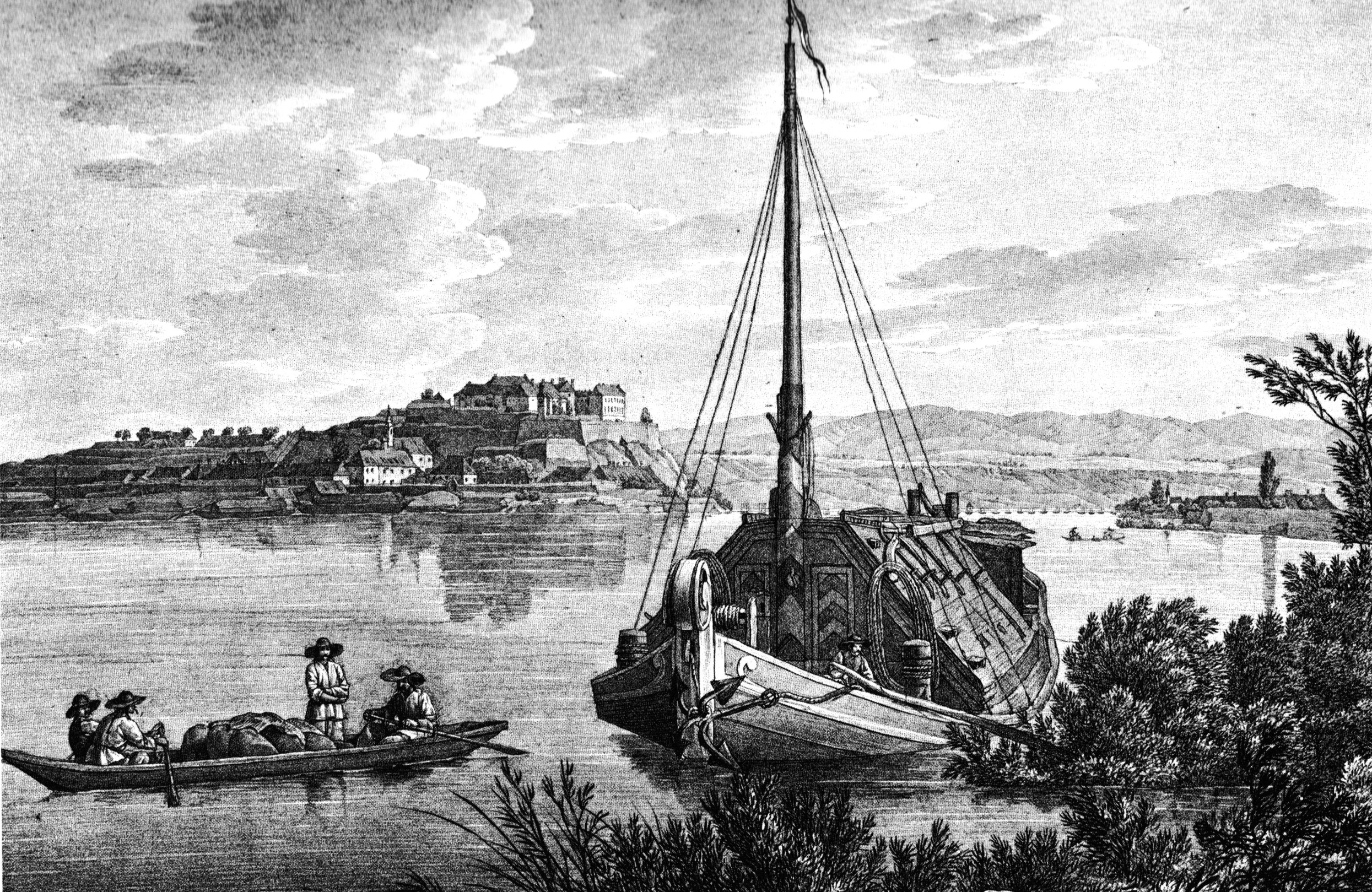
Petrovaradin el 1821

## Demografia

### Grups ètnics al municipi
Segons el cens de 2002, la població total del territori del municipi de Petrovaradin actual era de 31.227 habitants, dels que 24.026 (un 76,94%) eren serbis. Tots els assentaments al municipi tenen una majoria ètnica sèrbia.

### Grups ètnics a la ciutat
| Grup ètnic   | 1991   | %      | 2002   | %      |
| serbis       | 5,643  | 50%    | 9,708  | 69,48% |
| croats       | 2,236  | 19,81% | 1,364  | 9,76%  |
| iugoslaus    | 1,893  | 16,78% | 779    | 5,58%  |
| hongaresos   | 431    | 3,82%  | 396    | 2,83%  |
| montenegrins | 250    | 2,22%  | 228    | 1,63%  |
| rutens       | 148    | 1,31%  | 141    | 1,01%  |
| altres       | 653    | 5,79%  | 1,357  | 9,71%  |
| Total        | 11.285 | -      | 13.973 | -      |

Durant l'administració otomana, Petrovaradin era principalment poblat per musulmans, mentre que els serbis eren minoria i vivien al barri cristià. Segons el cens dels Habsburg des de 1720, els habitants de Petrovaradin principalment tenien cognoms alemanys i serbocroats. Durant el subsegüent període de l'administració Habsburg i en una part del segle xx, el grup ètnic més gran a la ciutat Petrovaradin era el dels croats. Segons el cens de 1910 la ciutat tenia 5.527 habitants dels quals 2.663 parlaven croat (un 59,09%), 894 alemany (un 16,18%), 730 serbi (un 13,21%), 521 hongarès (un 9,43%) i 159 eslovac (un 2,88%). Des de 1971 cens, grup ètnic més gran a Petrovaradin són els serbis. Avui només hi ha un parell de veïnats habitats per croats a Petrovaradin, que són Stari Majur i Podgrae Tvrave.

### Demografia històrica
El 1961 Petrovaradin tenia 8.408 habitants; el 1971 eren 10.477; el 1981 van baixar a 10.338; el 1991 eren 11.285; i el 2002 van arribar a 13.973. Per l'estimació de registres de ciutat, des de meitat del 2005, la ciutat tenia 15.266 habitants.

## Personatges
- Josip Jelačić - Ban de Croàcia i general d'exèrcit, nascut a Petrovaradin.

## Galeria

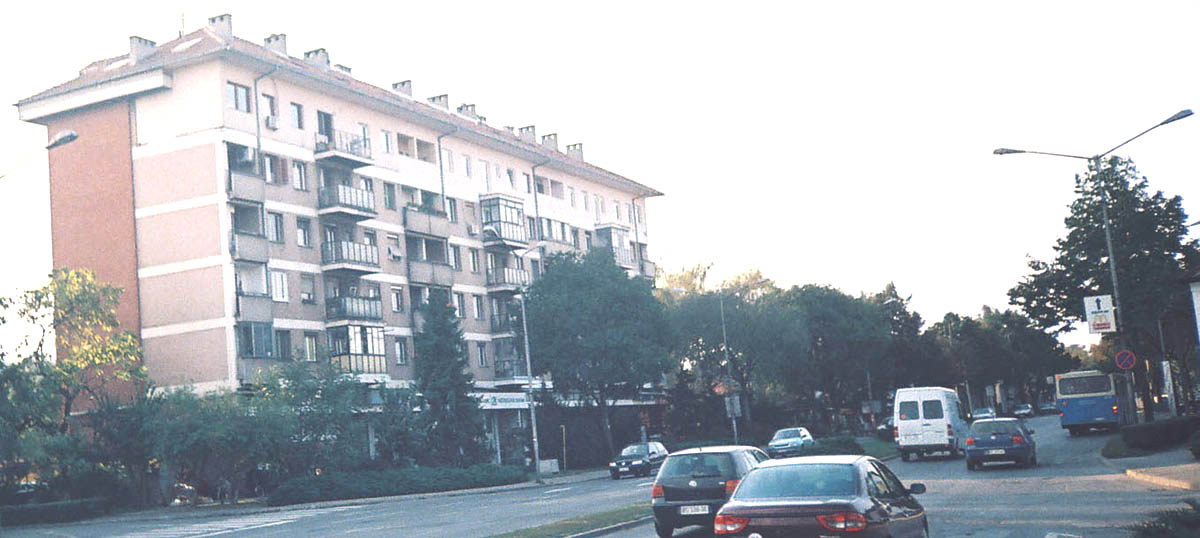
Petrovaradin
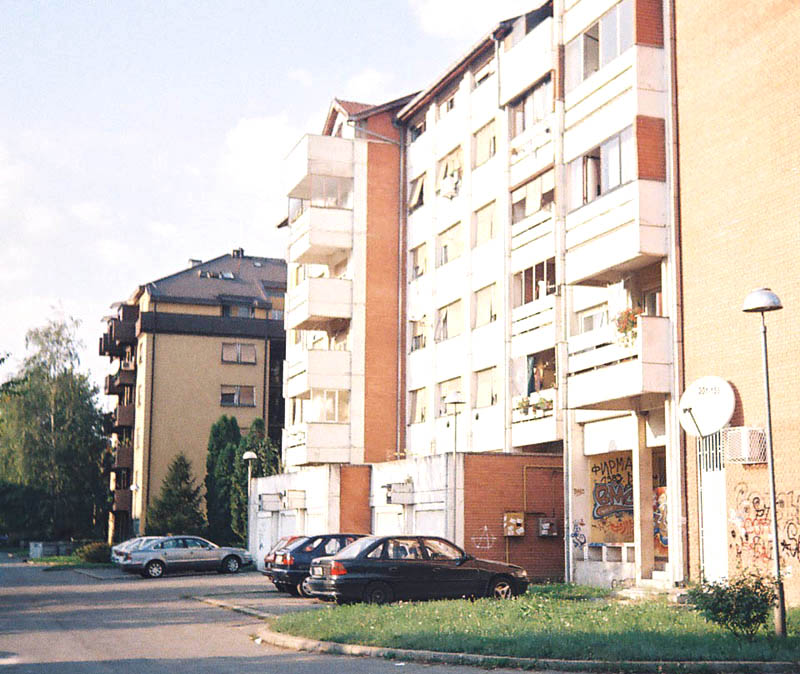
Petrovaradin
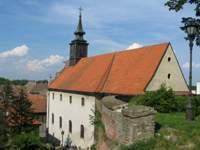
Església de Sant Jordi a Petrovaradin